# KASKR-1
KASKR-1 (Krasnij Inzhener - Crveni Inženjer) bio je sovjetski žirokopter i općenito prvi sovjetski zrakoplov koji je rotorom stvarao uzgon.
Trup je bio izrađen na osnovu školskog dvokrilca U-1.

## Tehničke karakteristike
Izvori podataka: 
Osnovne karakteristike
- dužina: 9 m (trup)
- promjer rotora: 12 m
- visina: 3,8 m

Letne karakteristike
- najveća brzina: 60 km/h
- najveća visina leta: 40 m
- motor: 1 x Gnome-Rhone (za rotor)